# Урметово
Урме́тово (рос. Урметово, башк. Үрмәт) — село у складі Ілішевського району Башкортостану, Росія. Адміністративний центр Урметовської сільської ради.
Населення — 654 особи (2010; 723 у 2002).
Національний склад:
- башкири — 95 %